# Alex Kiprotich
Alex Kiprotich (ur. 10 października 1994)  – kenijski lekkoatleta specjalizujący się w rzucie oszczepem.
W 2013 został mistrzem Afryki juniorów. W 2016 sięgnął po brąz afrykańskiego czempionatu seniorów w Durbanie. Wicemistrz igrzysk afrykańskich z 2019 roku.
Medalista mistrzostw Kenii.
Rekord życiowy: 78,84 (22 maja 2015, Eldoret).

## Osiągnięcia
| Rok  | Impreza                             | Miejsce     | Pozycja           | Wynik |
| ---- | ----------------------------------- | ----------- | ----------------- | ----- |
| 2013 | Mistrzostwa Afryki juniorów         | Bambous     | 1. miejsce        | 71,43 |
| 2014 | Igrzyska Wspólnoty Narodów          | Glasgow     | el. – 17. miejsce | 68,91 |
| 2014 | Mistrzostwa Afryki                  | Marrakesz   | 7. miejsce        | 72,43 |
| 2015 | Igrzyska afrykańskie                | Brazzaville | 4. miejsce        | 76,34 |
| 2015 | Światowe wojskowe igrzyska sportowe | Mungyeong   | 7. miejsce        | 72,14 |
| 2016 | Mistrzostwa Afryki                  | Durban      | 3. miejsce        | 74,08 |
| 2018 | Igrzyska Wspólnoty Narodów          | Gold Coast  | 11. miejsce       | 73,21 |
| 2018 | Mistrzostwa Afryki                  | Asaba       | 5. miejsce        | 73,47 |
| 2019 | Igrzyska afrykańskie                | Rabat       | 2. miejsce        | 77,50 |